# Tipula (Lunatipula) manca
Tipula (Lunatipula) manca is een tweevleugelige uit de familie langpootmuggen (Tipulidae). De soort komt voor in het Palearctisch gebied.